# Hugues Barthe
 (décembre 2018).
Pour les articles homonymes, voir Barthe.
Hugues Barthe est un auteur de bande dessinée et illustrateur français, né le 16 juillet 1965 à Montbéliard dans le Doubs.

## Biographie
De 1994 à 1997, il étudie la bande dessinée à l'école des Beaux-Arts d'Angoulême. Il collabore à la revue de bande dessinée gay Hercule et la Toison d'or, où il crée Le Petit Lulu. 
Jean-Paul Jennequin lui propose de réaliser un album pour sa collection Bulles gaies, ce sera Jean-François fait de la résistance, paru en 2004.
Il publie un premier essai autobiographique, Le Petit Lulu, récit des premières fois, premier emploi, première passion érotique et première mort, celle de sa mère.
Dans la peau d’un jeune homo sorti en 2007, raconte le parcours d’un adolescent de 14 ans prenant conscience de son homosexualité. Le récit avance par petites séquences humoristiques jusqu’au coming-out du jeune garçon.
Changement radical de ton avec le diptyque autobiographique L'Été 79 et L'Automne 79. Une adolescence dans un petit village de campagne et la violence d’un père.
En 2018, il collabore à Qui suis-je ? un spectacle mis en scène par Yann Dacosta et adapté d’un roman de Thomas Gornet (Le Rouergue). Qui suis-je ? marie théâtre et bande dessinée, en alternant séquences interprétées par des acteurs et passages dessinés et projetés sur grand écran. Le sujet est proche de Dans la peau d’un jeune homo, la prise de conscience par un adolescent de son homosexualité. Le spectacle a été présenté au festival d'Avignon en 2018. Il continuera à tourner en 2019 et 2020.
Depuis quelques années, Hugues Barthe présente des lectures de ses œuvres accompagnées de projections de planches (festival Les Correspondances de Manosque), parfois avec le chanteur auteur compositeur Alain Klingler (festivals Tandem à Nevers, Terre de paroles en Normandie...).
Le roman graphique Mes années hétéro est une fiction composée à partir de différentes témoignages d’hommes gays nés dans les années 1940.

## Œuvres
- Jean-François fait de la résistance, La Comédie illustrée, 2004.
- Le Petit Lulu, Les Requins marteaux, 2006[2].
- Miss Come Back (avec Caro), Le Cycliste, 2006.
- Dans la peau d'un jeune homo, Hachette, La fouine illustrée, 2007[3].
- Bienvenue dans le Marais, Hachette, La fouine illustrée, 2008[4]
- L'Été 79, NiL Éditions, 2011[5].
- L'Automne 79[6], Nil édition, 2013[7].
- Bobby change de linge[8], Hugues Barthe (scénario, dessin et lettrage), Saint-Avertin, La Boîte à bulles, 2016[9]
- Big bang Saigon[10],[11], Hugues Barthe (scénario) Maxime Péroz (dessin), Saint-Avertin, La Boîte à bulles, 2017[12]
- Mes années hétéro, Delcourt, 2019.

## Théâtre
- Qui suis-je ?, spectacle créé en mars 2018 au théâtre Rive Gauche de Saint-Étienne-du-Rouvray, mis en scène par Yann Dacosta, Compagnie le Chat Foin, adapté d’un roman de Thomas Gornet, dessins de Hugues Barthe[13].